# Federico Heinz
Federico Heinz (Córdoba, 1963) è un programmatore e avvocato argentino.

## Biografia
È il cofondatore della Fundación Vía Libre, un'organizzazione non profit che promuove la libera diffusione della conoscenza in quanto motore per lo sviluppo sociale e l'utilizzo e lo sviluppo del software libero. Cerca anche di promuovere dal punto di vista legislativo l'utilizzo del software libero in tutte le aree della pubblica amministrazione.
Parla fluentemente lo spagnolo, l'inglese e il tedesco.